# Petar Hubcsev
Petar Kancsev Hubcsev, bolgárul: Петър Кънчев Хубчев; (Glozsene, 1964. február 26. –) bolgár válogatott labdarúgó, edző.
A bolgár válogatott tagjaként részt vett az 1994-es világbajnokságon és az 1996-os Európa-bajnokságon.

## Sikerei, díjai

### Játékosként
Levszki Szofija
- Bolgár bajnok (2): 1992–93, 1993–94
- Bolgár kupa (2): 1991–92, 1992–93

### Edzőként
Beroe Sztara Zagora
- Bolgár kupa (1): 2012–13
- Bolgár szuperkupa (1): 2013